# Konrad von Wangenheim
Konrad von Wangenheim   () fou un genet i oficial de cavalleria alemany, vencedor d'una medalla olímpica.
El 1936 va prendre part en els Jocs Olímpics d'Estiu de Berlín, on va disputar dues proves del programa d'hípica. Guanyà la medalla d'or en la prova del concurs complet per equips, mentre en la del concurs complet individual fou vint-i-quatrè. En ambdues proves va muntar el cavall Kurfürst. Una caiguda durant la secció de cros li provocà una fractura de clavícula, però continuà competint.
Militar de formació, durant la Segona Guerra Mundial va ser ascendit a tinent coronel. El juliol de 1944, mentre servia a l'exèrcit alemany al Front Oriental, va ser capturat per l'Exèrcit Roig. Després d'estar presoner de guerra durant diversos anys, el 1953 va ser trobat penjat a Stalingrad, sense poder determinar si fou assassinat o se suïcidà.